# Сутоморе

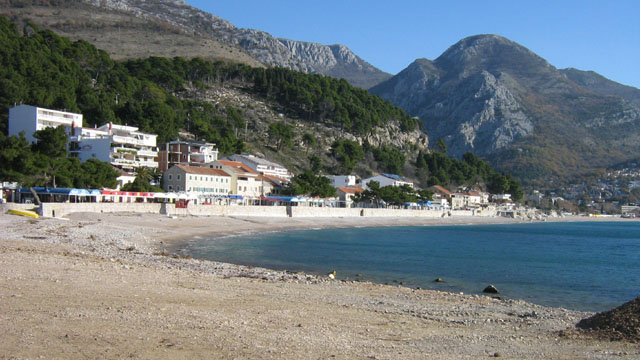

Сутоморе — курортный город Черногории, расположенный между городами Петровац и Бар. Курорт известен своими галечными (песчаными) пляжами протяженностью более 2,5 км. Непосредственно на пляже в Сутоморе более 50 кафе и ресторанов.
В городке Сутоморе — 6 отелей и множество частных вилл. Через город проходит железнодорожная магистраль, связывающая города Белград и Бар. Основная часть курортной зоны в летнее время (примерно с 1 июня по 15 сентября) предназначена только для пешеходов.
Сутоморе является одним из самых недорогих мест отдыха на побережье Черногории.

## Достопримечательности
В 1 км к северо-западу от Сутоморе, на месте средневекового города Нехая, — руины крепости Хай-Нехай, основанной в XV веке венецианцами; в Нехае — церковь Св. Дмитрия с православным и католическим алтарями.

## Известные жители
- Занкович, Петар